# Xorides austriacus
Xorides austriacus är en stekelart som först beskrevs av Clement 1938.  Xorides austriacus ingår i släktet Xorides, och familjen brokparasitsteklar. Inga underarter finns listade.